# Schimmersburg

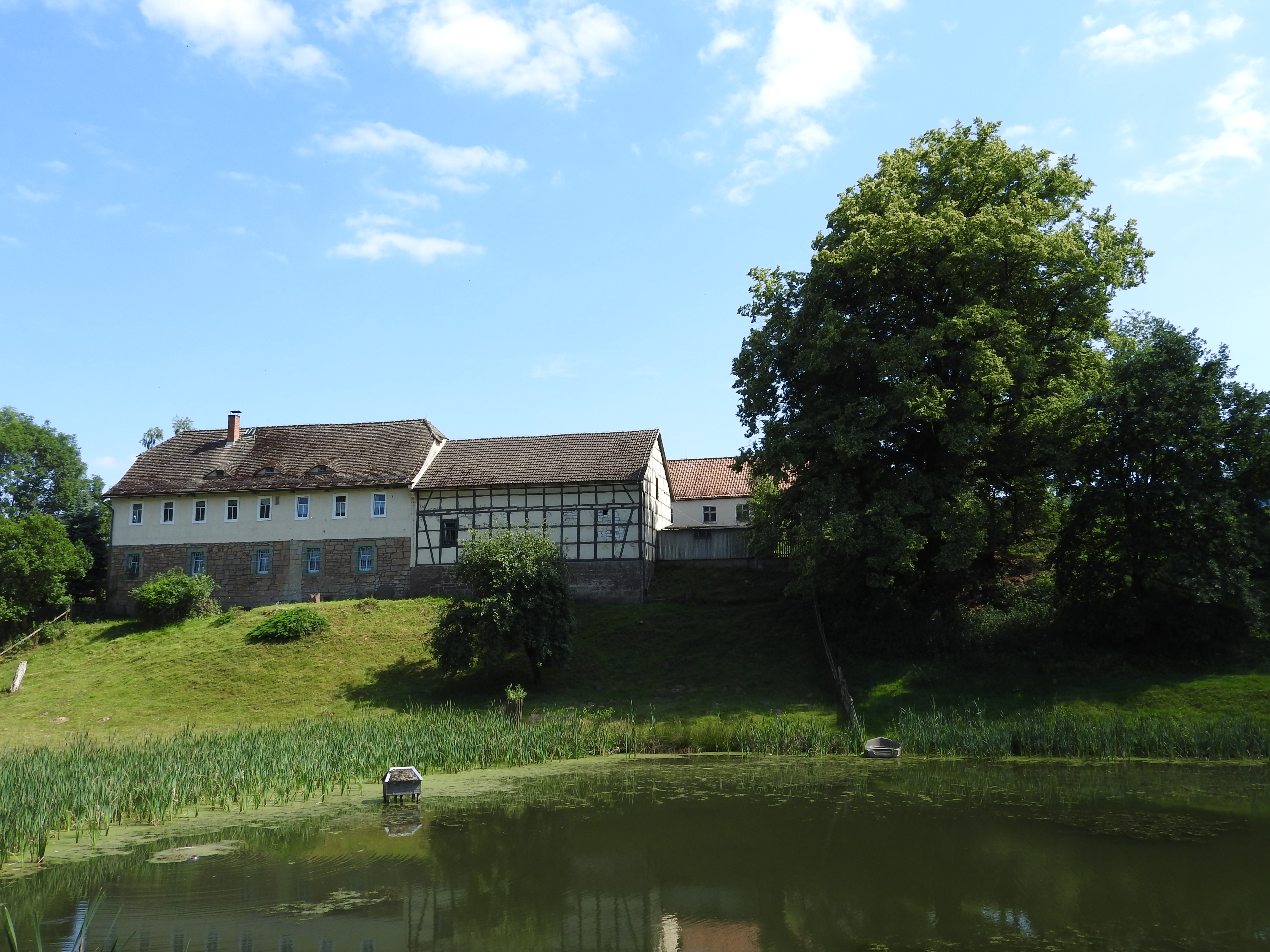
Schimmersburg

Die Schimmersburg ist ein zu Langenorla gehöriger Weiler im Saale-Orla-Kreis in Thüringen. Die Schimmersburg befindet sich eineinhalb Kilometer nordwestlich von Langenorla im Orlatal. Am Ort führt die Landesstraße 1108 sowie eine Bahnstrecke vorbei.

## Geschichte
Die Schimmersburg wurde 1833 erstmals erwähnt. Sie ist ehemaliges Vorwerk des Schlosses in Langenorla. Zur Zeit der DDR wurde es als Kinderferienlager und Schulungsheim genutzt. Seit 2005 wird die Schimmersburg als Pension genutzt.